# Granica emiracko-omańska
Granica emiracko-omańska – granica międzypaństwowa dzieląca Zjednoczone Emiraty Arabskie i Oman o długości 410 kilometrów.

## Przebieg granicy
Granica ta rozpoczyna się od styku granic Arabii Saudyjskiej, ZEA i Omanu  nieopodal Umm az-Zamul (22°41′50″N 55°12′55″E/22,697222 55,215278) na pustyni Ar-Rab al-Chali. Następnie kieruje się na północ, za Al-Arad, przybiera kierunek wschodni, biegnie przez Dżabal Hatif (1240 m n.p.m.), dochodzi do oazy Al-Burajmi pozostawiając po stronie emirackiej Mazyad i Al-Ajn. Ponownie kieruje się na północny wschód, łukami przecina góry Al-Hadżar pozostawiając po stronie emirackiej Fili, Masfut, przecina Dżabal Hatta (1311 m n.p.m.) i dochodzi do wybrzeża Zatoki Omańskiej w Khatmat Malahah. Kolejny odcinek granicy emiracko – omańskiej to granica omańskiej enklawy Madha (na terytorium Szardży) i z enklawą Szardży (Nahwa) wewnątrz enklawy Madhy. Następny odcinek granicy emiracko–omańskiej (Ras al-Chajma – Musandam, Ras al–Dżibal) biegnie od Dibba al-Hisn  nad Zatoką Omańską, przecina góry Hadżar i dochodzi do Cieśniny Ormuz pomiędzy Asz–Szam (ZEA) i Tibat (Oman). 
Granica kształtowała się od 1955 r. jako kompromis pomiędzy żądaniami terytorialnym Rijadu, Abu Zabi i Maskatu. Ostatecznie zatwierdzona została w 2002 r. Z 7 emiratów tworzących ZEA tylko emirat Umm al-Kajwajn nie graniczy z Omanem.